# 毒蕈碱

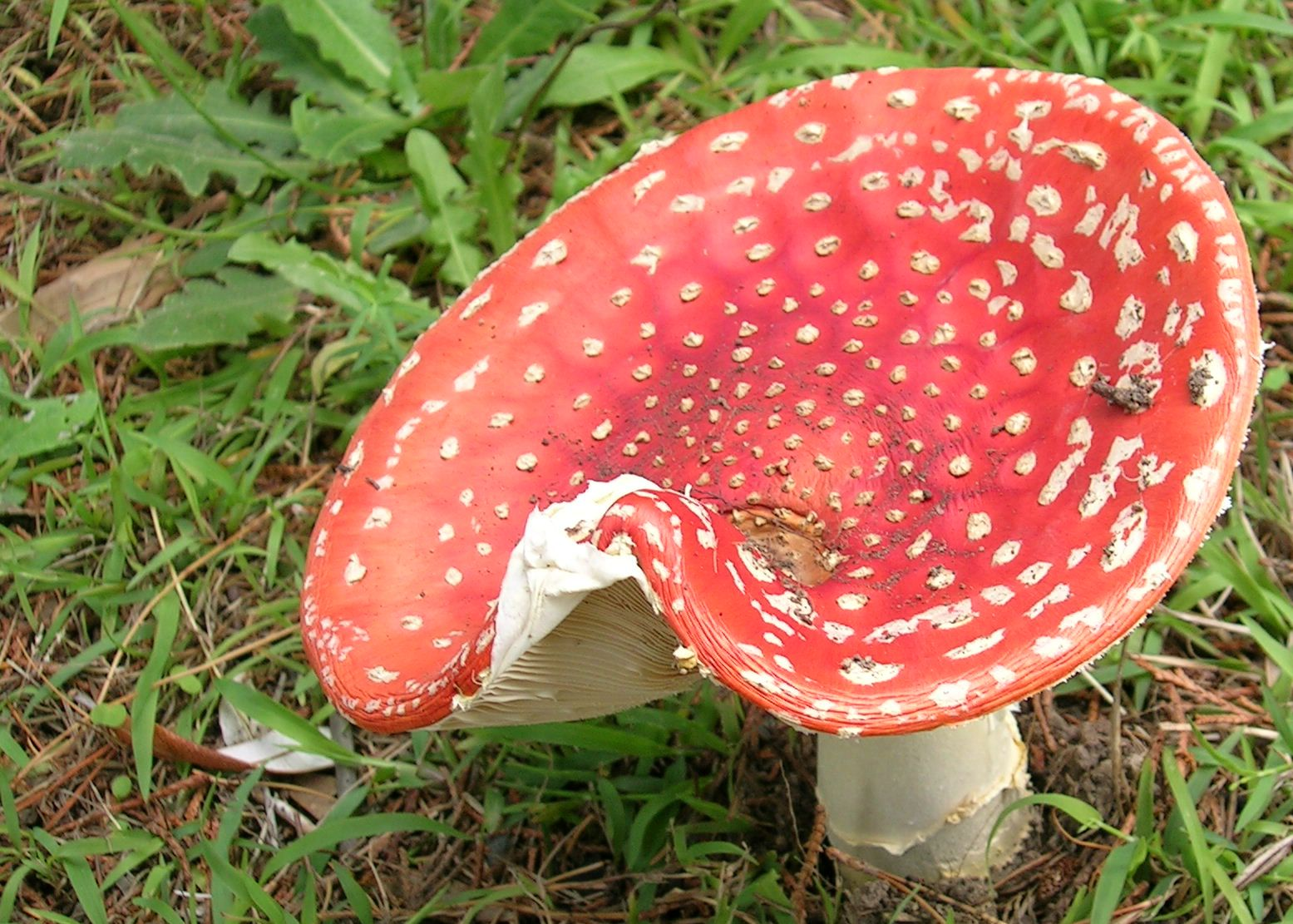
毒蠅傘（Amanita muscaria）

毒蕈碱（英語：muscarine，muscarin）是一种有毒的天然生物碱，主要存在于丝盖伞属和杯伞属的真菌中，例如白霜杯傘。粉褶蕈属和小菇属中也发现部分真菌含有达到摄入中毒剂量的毒蕈碱。牛肝菌屬、湿伞属、乳菇属和红菇属的真菌也发现无害的微量毒蕈碱。有些真菌的毒蕈碱含量可变，例如毒蠅傘，通常占鲜重的0.0003%，相比之下，丝盖伞属和杯伞属的真菌毒蕈碱含量可达1.6%。毒蕈碱是一种非选择性的蕈毒鹼型乙醯膽鹼受體的激动剂。

## 历史
毒蕈碱于1869年首次从毒蝇伞中分离出来，是最初被研究的拟副交感神经类药物，其能深刻刺激副交感神经，导致抽搐甚至死亡。由于其为季铵盐，胃肠道吸收性比叔胺差，但其能穿过血脑屏障。毒蕈碱激动剂激活毒蕈碱受体，而烟碱激动剂激活烟碱受体，两者都是直接作用的拟胆碱。1957年，耶利内克（61）通过X-射线繞射分析确认了其结构，并发现了其与乙酰胆碱的相似性，这也成为毒蕈碱药理学的新发现。

## 合成
一种高效的不对称合成法提出于1992年。
从S-(-)-乙基乳酸酯（2）出发，使用2,6-二氯溴苯保护羟基得（3）， 二异丁基氢化铝（DIBAL）还原得醛(4)，与烯丙基溴锌试剂得（5），加碘关环得（6），最后与三甲胺反应得毒蕈碱盐（1）和其差向异构体（7）。

## 作用机理
毒蕈碱结构与神经递质乙酰胆碱相似，与相应受体结合使副交感神经兴奋，这些受体以毒蕈碱命名。存在5种不同的毒蕈碱受体亚型M1 - M5，大多数组织含有不止一种。M2和M3亚型主要存在于外周植物神经，而 M1和M4亚型更多存在于在大脑和自主神经中枢。M1，M3和M5与Gq蛋白作用刺激磷酸肌醇水解与细胞内钙离子的释放，M2与M4受体与Gi蛋白作用抑制腺苷酸环化酶的表达，导致细胞内的环磷酸腺苷（cAMP）的浓度减少。大多数毒蕈碱受体激动剂并不选择性地与特定受体亚型结合。

## 毒性
毒蕈鹼摄入15-30分钟分钟后，泪液与唾液分泌增加，发汗。更大剂量服用将进一步导致腹部绞痛和腹泻，瞳孔缩小，视力模糊，支气管分泌物增加，支气管痉挛导致呼吸困难，心动过缓，胃酸分泌增加和多尿。如果毒蕈碱到达大脑，可引起震颤，抽搐和体温过低。与心室毒蕈碱受体结合，导致血压降低。静脉注射毒蕈碱可以引发急性循环衰竭至心脏骤停。毒蕈中毒有约5％的情况于8-9小时后死亡，但及时诊断和使用阿托品可以完全避免。阿托品是毒蕈碱的特效解毒剂，其它解毒剂还有东莨菪碱和哌仑西平。

## 代谢
毒蕈碱代谢相关研究缺乏，目前认为其可能在体内不被代谢。毒蕈碱与突触后膜的受体结合而不能被乙酰胆碱酯酶降解，从而持续刺激神经细胞，这或许是造成其毒性的原因之一。毒蕈碱易溶于水，最有可能的方式离开血液的方式是通过肾脏从尿液排出。

## 应用
作为蕈毒鹼型乙醯膽鹼受體的激动剂，毒蕈碱用于治疗青光眼，术后肠梗阻，先天性巨结肠，尿潴留和口干症。毒蕈碱对副交感神经刺激很大，哮喘，慢性阻塞性肺病、胃及十二指肠溃疡患者忌用。此外，胃肠道或泌尿道梗阻患者也不宜服用，因为它会加重梗阻，使胃肠压力升高并可能导致穿孔。毒蕈碱治疗疾病的应用还处于起步阶段。毒蕈碱强烈刺激肠蠕动以及胰腺、肝脏、和肠粘膜的分泌，故其有可能开发成治疗便秘的药物。毒蕈碱也可以与其他疗法结合使用以治疗肠蠕动缓慢和分泌不足。毒蕈碱排泄缓慢，这是其作为药用的不足。毒蕈碱还可抑制乳汁分泌。